# 康万戈
康万戈（英語：Conewango）是位于美国纽约州卡特罗格斯县的一个镇，地处卡特罗格斯县西端、詹姆斯敦东北。2010年美国人口普查时，该镇有1857人。其名称来源于流经该镇的康万戈溪。